# Baby do Brasil
Bernadete Dinorah de Carvalho Cidade, meglio nota come Baby do Brasil o Baby Consuelo (Niterói, 18 giugno 1952), è una cantante, compositrice e religiosa brasiliana.

## Biografia
Ha fatto parte del gruppo Novos Baianos (1969-1979), per poi intraprendere la carriera da solista. 
Nel 1980 ha inciso una versione di Menino do Rio, brano di Caetano Veloso, scelta come sigla della telenovela Agua Viva.
Nel 1982 ha preso parte allo show Pirlimpimpim dove ha eseguito insieme a Moraes Moreira, Bebel Gilberto e Ricardo Graça Mello il brano Lindo Balão Azul, scritto e composto da Guilherme Arantes.
All'inizio degli anni 90 si è convertita alla religione evangelica, diventando poi anche pastora, ma senza abbandonare l'attività artistica.

## Vita privata
Dal 1969 al 1988 è stata sposata con Pepeu Gomes: dopo 19 anni, la coppia ha divorziato. Dal matrimonio sono nati sei figli: la primogenita, Riroca, è anche lei pastora evangelica, nota col nome Sarah Sheeva.

## Discografia

### Con Novos Baianos
- (1970) É Ferro na Boneca
- (1972) Acabou Chorare
- (1973) Novos Baianos F.C.
- (1974) Novos Baianos
- (1974) Vamos Pro Mundo
- (1976) Caia na Estrada e Perigas Ver
- (1977) Praga de Baiano
- (1978) Farol da Barra
- (1997) Infinito Circular

### Solista
- (1978) O Que Vier Eu Traço
- (1979) Pra Enlouquecer
- (1980) Ao Vivo Em Montreux
- (1981) Canceriana Telúrica
- (1982) Cósmica
- (1984) Kryshna Baby
- (1985) Sem Pecado E Sem Juízo
- (1991) Ora Pro Nobis
- (1997) Um
- (1998) Acústico Baby do Brasil
- (2000) Exclusivo Para Deus
- (2011) Geração Guerreiros do Apocalipse